# Seznam dílů seriálu Mako Mermaids
Toto je seznam dílů seriálu Mako Mermaids. Australský televizní program pro děti a mládež Mako Mermaids - Mořské víly z ostrova Mako je volné pokračování seriálu H2O: Stačí přidat vodu. Seriál vytvořil Jonathan M. Shiff ve spolupráci s Network Ten a Nickelodeon. V Česku jej vysílala stanice Disney Channel od 31. prosince 2013. V Austrálii se seriál nazývá Mako: Island Of Secret

## Přehled řad
| Řada | Díly | První díl         | Poslední díl   | Premiéra v ČR     | Premiéra v ČR   |
| Řada | Díly | První díl         | Poslední díl   | První díl         | Poslední díl    |
| ---- | ---- | ----------------- | -------------- | ----------------- | --------------- |
| 1    | 26   | 26. července 2013 | 12. ledna 2014 | 31. prosince 2013 | 23. srpna 2014  |
| 2    | 26   | 15. února 2015    | 9. srpna 2015  | 24. května 2015   | 29. červen 2016 |
| 3    | 16   | 15. května 2016   | 28. srpna 2016 | nebylo vysíláno   | nebylo vysíláno |

## Seznam dílů

### První řada (2013–2014)
První řada se točí okola patnáctiletého teenagera jménem Zac (Chai Romruen), který se rozhodne během úplňku kempovat na ostrově Mako. Netuší však, že ho sledují tři mořské panny Sirena (Amy Ruffle), Nixie (Ivy Latimer) a Lyla (Lucy Fry), jejichž úkolem je ostrov chránit. Zac objeví vchod do jeskyně s kouzelným jezírkem a za svitu měsíce do něj spadne. Druhý den zjišťuje, že se po kontaktu s vodou promění v mořského muže s nadpřirozenými schopnostmi. Sirena, Nixie a Lyla jsou za své selhání při ochraně měsíčního jezírka potrestány tím, že je ostatní mořské panny vyženou z hejna. Pokud svůj čin chtějí napravit, musí si přičarovat nohy, vyhledat na pevnině Zaca a jeho schopnosti mu vzít. Tento plán je však složitější, než by se dalo čekat.
| Č. v seriálu | Č. v řadě | Původní název               | Český název           | Režie       | Scénář         | Premiéra v Austrálii | Premiéra na Netflixu | Premiéra v ČR     |
| ------------ | --------- | --------------------------- | --------------------- | ----------- | -------------- | -------------------- | -------------------- | ----------------- |
| 1            | 1         | Outcasts                    | Z vody na souš        | Evan Clarry | Sam Carroll    | 26. července 2013    | 26. července 2013    | 31. prosince 2013 |
| 2            | 2         | Getting Legs                | Na vlastních nohou    | Evan Clarry | Anthony Morris | 2. srpna 2013        | 26. července 2013    | 15. února 2014    |
| 3            | 3         | Meeting Rita                | Seznámení s Ritou     | Evan Clarry | Max Dann       | 9. srpna 2013        | 26. července 2013    | 22. února 2014    |
| 4            | 4         | Lyla Alone                  | Opuštěná Lyla         | Evan Clarry | Simon Butters  | 16. srpna 2013       | 26. července 2013    | 1. března 2014    |
| 5            | 5         | Blizzard                    | Déšť a sníh           | Evan Clarry | Sam Carroll    | 23. srpna 2013       | 26. července 2013    | 8. března 2014    |
| 6            | 6         | Dolphin Tale                | O delfínech           | Evan Clarry | Chris Roache   | 30. srpna 2013       | 26. července 2013    | 15. března 2014   |
| 7            | 7         | Zac's Pool Party            | Zacova párty u bazénu | Evan Clarry | Michael Joshua | 6. září 2013         | 26. července 2013    | 22. března 2014   |
| 8            | 8         | Zac's Return to Mako        | Zacův návrat na Mako  | Evan Clarry | Sam Carroll    | 13. září 2013        | 26. července 2013    | 29. března 2014   |
| 9            | 9         | The Siren                   | Píseň vábení          | Evan Clarry | Simon Butters  | 20. září 2013        | 26. července 2013    | 5. dubna 2014     |
| 10           | 10        | Zac Returns to Mako         | Nový návrat na Mako   | Evan Clarry | Chris Roache   | 27. září 2013        | 26. července 2013    | 12. dubna 2014    |
| 11           | 11        | I Don't Believe in Mermaids | V mořské víly nevěřím | Evan Clarry | Max Dann       | 4. října 2013        | 26. července 2013    | 3. května 2014    |
| 12           | 12        | Close Call                  | Přihořívá             | Evan Clarry | Anthony Morris | 11. října 2013       | 26. července 2013    | 10. května 2014   |
| 13           | 13        | Betrayal                    | Prozrazeny            | Evan Clarry | Michael Joshua | 18. října 2013       | 26. července 2013    | 17. května 2014   |
| 14           | 14        | Battlelines                 | Nepřátelské tábory    | Grant Brown | Sam Carroll    | 25. října 2013       | 15. září 2013        | 24. května 2014   |
| 15           | 15        | Sirena's Secret             | Sirénino tajemství    | Grant Brown | Max Dann       | 1. listopadu 2013    | 15. září 2013        | 7. června 2014    |
| 16           | 16        | Truce                       | Příměří               | Grant Brown | Chris Roache   | 8. listopadu 2013    | 15. září 2013        | 14. června 2014   |
| 17           | 17        | Moon Ring 2                 | Druhý měsíční prsten  | Grant Brown | Anthony Morris | 15. listopadu 2013   | 15. září 2013        | 21. června 2014   |
| 18           | 18        | The Trident Job             | Bouda s trojzubcem    | Grant Brown | Michael Joshua | 22. listopadu 2013   | 15. září 2013        | 28. června 2014   |
| 19           | 19        | Where's the on Button?      | Kde se to zapíná?     | Grant Brown | Justin Gillmer | 29. listopadu 2013   | 15. září 2013        | 5. července 2014  |
| 20           | 20        | Nowhere to Hide             | Bezpečný úkryt        | Grant Brown | Sam Carroll    | 6. prosince 2013     | 15. září 2013        | 12. července 2014 |
| 21           | 21        | Aquata Returns              | Nečekaná návštěva     | Grant Brown | Anthony Morris | 13. prosince 2013    | 15. září 2013        | 19. července 2014 |
| 22           | 22        | Evie Times Two              | Evie krát dvě         | Grant Brown | Max Dann       | 15. prosince 2013    | 15. září 2013        | 26. července 2014 |
| 23           | 23        | Zac's Choice                | Zacova volba          | Grant Brown | Chris Roache   | 22. prosince 2013    | 15. září 2013        | 2. srpna 2014     |
| 24           | 24        | Trust                       | Důvěra                | Grant Brown | Anthony Morris | 29. prosince 2013    | 15. září 2013        | 9. srpna 2014     |
| 25           | 25        | Betrayed                    | Zrada                 | Grant Brown | Mark Shirrefs  | 5. ledna 2014        | 15. září 2013        | 16. srpna 2014    |
| 26           | 26        | Decision Time               | Čas rozhodnutí        | Grant Brown | Sam Carroll    | 12. ledna 2014       | 15. září 2013        | 23. srpna 2014    |

### Druhá řada (2015)
Druhá řada dále sleduje osudy Zaca a Sireny, kterou nyní doprovází dvě nové mořské panny Mimmi (Allie Bertram) a Ondina (Isabel Durant). Ty se rozhodnou vzít situaci ohledně Zaca do vlastních rukou a za pomoci kouzelného lektvaru se ho pokusí v měsíčním jezírku definitivně zbavit jeho schopností a ploutve. Vše se ale nečekaně zvrtne, když se v jezírku objeví i Zacova přítelkyně Evie (Gemma Forsyth). Nejenže Zac o své schopnosti nepřijde, ale z jeho přítelkyně se navíc stane mořská panna. Sirena, Mimmi a Ondina se tak dostávají do dalších potíží a jejich šance na znovuzískání domova na ostrově Mako se zdá být mizivá.
| Č. v seriálu | Č. v řadě | Původní název             | Český název              | Režie       | Scénář           | Premiéra v Austrálii | Premiéra na Netflixu | Premiéra v ČR     |
| --- | --------- | ------------------------- | ------------------------ | ----------- | ---------------- | -------------------- | -------------------- | ----------------- |
| 27 | 1         | A New Tail                | Nová ploutev             | Evan Clarry | Sam Carroll      | 15. února 2015       | 13. února 2015       | 24. května 2015   |
| Lyla a Nixie bez Sireny hledají nový domov. Sirena se snaží přesvědčit mořskou radu o tom, že Zac není hrozba. Dvě nové mořské panny, Ondina a Mimmi, se rozhodnout vzít Zacův osud do vlastních rukou, a tak se vydávají poprvé na souš. Mimmi a Ondina varují Zaca před dnešní nocí. Nastává totiž posvátný Sedmý cykluc měsíce. V průběhu večera jeho touha se vydat na ostrov Mako zvyšuje a až to nevydrží, vydá se na ostrov. V tom ho následují Ondina a Mimmi, které na něj chtějí uplatnit svůj lektar, který má sílu úplňku zesílit na sílu padesáti úplňků. Evie ve snaze zachránit Zaca, skáče do moře a vyplave v jezírku. Jezírku právě probíhá čas měsíce. Ondina a Mimmi použijí svůj lektvar, který ale nefunguje a z Evie se stává mořská panna. |           |                           |                          |             |                  |                      |                      |                   |
| 28 | 2         | Sticky Situation          | Po krk ve slizu          | Evan Clarry | Max Dann         | 22. února 2015       | 13. února 2015       | 31. května 2015   |
| 29 | 3         | Discovery                 | Objev                    | Evan Clarry | Anthony Morris   | 1. března 2015       | 13. února 2015       | 7. června 2015    |
| 30 | 4         | The Seventh Cycle         | Sedmý úplněk             | Evan Clarry | Carine Chai      | 8. března 2015       | 13. února 2015       | 14. června 2015   |
| 31 | 5         | Bad for Business          | Zákaz vstupu turistům    | Evan Clarry | Gareth Calverley | 15. března 2015      | 13. února 2015       | 21. června 2015   |
| 32 | 6         | Stormy Seas               | Rozbouřené vody          | Evan Clarry | Chris Roache     | 22. března 2015      | 13. února 2015       | 14. července 2016 |
| 33 | 7         | Awakening                 | Procitnutí               | Evan Clarry | Evan Clarry      | 29. března 2015      | 13. února 2015       | 26. října 2015    |
| 34 | 8         | Land School               | Víla ve škole            | Evan Clarry | Anthony Morris   | 5. dubna 2015        | 13. února 2015       | 27. října 2015    |
| 35 | 9         | Stowaway                  | Přívařek                 | Evan Clarry | Margaret Wilson  | 12. dubna 2015       | 13. února 2015       | 28. října 2015    |
| 36 | 10        | Keeping the Secret        | Zachovat tajemství       | Evan Clarry | Chris Hawkshaw   | 19. dubna 2015       | 13. února 2015       | 29. října 2015    |
| 37 | 11        | Only As Young As You Feel | Tak mladá jak se cítíš   | Evan Clarry | Max Dann         | 26. dubna 2015       | 13. února 2015       | 30. října 2015    |
| 38 | 12        | Supersized                | Mimmi a Maxi             | Evan Clarry | Mark Shirrefs    | 13. května 2015      | 13. února 2015       | 15. května 2016   |
| 39 | 13        | Reunion                   | Bratr a sestra           | Evan Clarry | Evan Clarry      | 10. května 2015      | 13. února 2015       | 22. května 2016   |
| 40 | 14        | A New Man                 | Nový život               | Grant Brown | Sam Carroll      | 17. května 2015      | 29. května 2015      | 29. května 2016   |
| 41 | 15        | Careful What You Wish For | Dej pozor co si přeješ!  | Grant Brown | Michael Joshua   | 24. května 2015      | 29. května 2015      | 5. června 2016    |
| 42 | 16        | First Date                | Čtyři kočky a jeden Erik | Grant Brown | Max Dann         | 31. května 2015      | 29. května 2015      | 12. červen 2016   |
| 43 | 17        | The Merman Code           | Záhadný kód              | Grant Brown | Sam Carroll      | 7. června 2015       | 29. května 2015      | 20. června 2016   |
| 44 | 18        | The Siren                 | Píseň Sirény             | Grant Brown | Sam Carroll      | 14. června 2015      | 29. května 2015      | 21. června 2016   |
| 45 | 19        | Surprise!                 | Překvapení!              | Grant Brown | Anthony Morris   | 21. června 2015      | 29. května 2015      | 22. června 2016   |
| 46 | 20        | The Job                   | Bez práce nejsou koláče  | Grant Brown | Sam Carroll      | 28. června 2015      | 29. května 2015      | 23. června 2016   |
| 47 | 21        | New Orders                | Nové rozkazy             | Grant Brown | Michael Joshua   | 5. července 2015     | 29. května 2015      | 24. června 2016   |
| 48 | 22        | The Last Dance            | Párty na rozloučenou     | Grant Brown | Carine Chai      | 12. července 2015    | 29. května 2015      | 25. června 2016   |
| 49 | 23        | Stay or Go                | Souš nebo moře           | Grant Brown | Max Dann         | 19. července 2015    | 29. května 2015      | 26. června 2016   |
| 50 | 24        | The Truth About Evie      | Mořské víly rýmu nechytí | Grant Brown | Sam Carroll      | 26. července 2015    | 29. května 2015      | 27. června 2016   |
| 51 | 25        | The Trident Stone         | Kámen z trojzubce        | Grant Brown | Sam Carroll      | 9. srpna 2015        | 29. května 2015      | 28. června 2016   |
| 52 | 26        | The Chosen One            | Zachraňte mořské víly    | Grant Brown | Mark Shirrefs    | 2. srpna 2015        | 29. května 2015      | 29. června 2016   |

### Třetí řada (2016)
Třetí řada představí novou mořskou pannu jménem Weilan (Linda Ngo), která objeví záhadnou podmořskou relikvii a vypustí děsivého vodního draka. Weilan, pronásledována drakem, prchá na Mako, kde se setká s Mimmi a Ondinou. Společně musí najít způsob jak draka porazit dřív, než on zničí vše, na čem tak tvrdě pracovaly. V posledních dvou epizodách třetí řady se vrátí postava Rikki Chadwickové (Cariba Heine) ze seriálu H2O: Stačí přidat vodu.
| Č. v seriálu | Č. v řadě | Původní název                           | Český název            | Režie        | Scénář              | Premiéra v Austrálii | Premiéra na Netflixu | Premiéra v ČR   |
| ------------ | --------- | --------------------------------------- | ---------------------- | ------------ | ------------------- | -------------------- | -------------------- | --------------- |
| 53           | 1         | East Meets West / A Visit From The East | Návštěva z východu     | Evan Clarry  | Sam Carroll         | 15. května 2016      | 27. května 2016      | nebylo vysíláno |
| 54           | 2         | Seeing Is Believing                     | Kdo vidí ten věří      | Evan Clarry  | Mark Shirrefs       | 22. května 2016      | 27. května 2016      | nebylo vysíláno |
| 55           | 3         | Recipe for Success                      | Recept na úspěch       | Evan Clarry  | Max Dann            | 29. května 2016      | 27. května 2016      | nebylo vysíláno |
| 56           | 4         | Mopping Up                              | Potíže s moppem        | Evan Clarry  | Anthony Morris      | 5. června 2016       | 27. května 2016      | nebylo vysíláno |
| 57           | 5         | The Puzzle Box                          | Záhadná krabice        | Evan Clarry  | Phil Enchelmaier    | 12. června 2016      | 27. května 2016      | nebylo vysíláno |
| 58           | 6         | New Beginnings                          | Nové začátky           | Evan Clarry  | Sam Carroll         | 19. června 2016      | 27. května 2016      | nebylo vysíláno |
| 59           | 7         | Turning the Tide                        | Otočením přilivu       | Evan Clarry  | Evan Clarry         | 26. června 2016      | 27. května 2016      | nebylo vysíláno |
| 60           | 8         | The Way of the Dragon                   | Cesta draka            | Evan Clarry  | Evan Clarry         | 3. července 2016     | 27. května 2016      | nebylo vysíláno |
| 61           | 9         | Reversal of Fortune                     | Zvráteni štestí        | Evan Clarry  | Evan Clarry         | 10. července 2016    | 27. května 2016      | nebylo vysíláno |
| 62           | 10        | Wishful Thinking                        | Zvláštni želani        | John Hartley | Phil Enchelmaier    | 17. července 2016    | 27. května 2016      | nebylo vysíláno |
| 63           | 11        | Lost and Found                          | Straty a nálezy        | John Hartley | Sam Carroll         | 24. července 2016    | 27. května 2016      | nebylo vysíláno |
| 64           | 12        | Trust Issues                            | Problémy s důvěrou     | John Hartley | Tony Cavanaugh      | 31. července 2016    | 27. května 2016      | nebylo vysíláno |
| 65           | 13        | Letting Go                              | Nechat jít             | John Hartley | Jo Watson           | 7. srpna 2016        | 27. května 2016      | nebylo vysíláno |
| 66           | 14        | Age before beauty                       | Věk prěd krásou        | John Hartley | Chris Anastassiades | 14. srpna 2016       | 27. května 2016      | nebylo vysíláno |
| 67           | 15        | The Legend of Jiao Long                 | Legenda o Jiao Longovi | John Hartley | Sam Carroll         | 21. srpna 2016       | 27. května 2016      | nebylo vysíláno |
| 68           | 16        | Homecoming                              | Návrat domů            | John Hartley | Phil Enchelmaier    | 28. srpna 2016       | 27. května 2016      | nebylo vysíláno |